# Ava Rose
Pour les articles homonymes, voir Rose.
Ava Rose, née le 9 février 1986 à Sutton en Alaska, est une actrice américaine de films pornographiques qui a débuté dans la pornographie à l'âge de 20 ans.

## Biographie
Elle a une petite sœur, Mia Rose, également actrice pornographique.
Elle a tourné sa première scène anale en juin 2009 dans le film Big Wet Asses 15 produit par Elegant Angel.

## Filmographie sélective
- 2012 : Cal Vista Collection 2
- 2011 : Lesbian Spotlight: Nikki Rhodes
- 2011 : Big Wet Butts 5
- 2010 : Riot Grrrls 2
- 2010 : Deep Tushy Massage 1
- 2010 : Ass Ass And More Ass
- 2009 : Big Butt Oil Orgy 1
- 2009 : Belladonna's Road Trip: Cabin Fever
- 2009 : Big Wet Asses 15 & 16
- 2008 : Belladonna's Evil Pink 4
- 2008 : Lucky Lesbians 3
- 2008 : Evil Pink 4
- 2007 : Love Triangle
- 2007 : Carmen and Ava
- 2006 : Belladonna's Road Trip: Cabin Fever
- 2006 : Busty College Coeds POV 1

## Nominations
- 2010 AVN Award – Best Group Sex Scene – Pornstar Workout
- 2010 AVN Award – Best All-Girl Group Sex Scene – Belladonna's Road Trip: Cabin Fever
- 2009 AVN Award – Best Group Sex Scene – Roller Dollz
- 2009 AVN Award – Best Group Sex Scene – Dark City
- 2009 AVN Award – Best Threeway Sex Scene – Caroline Jones and the Broken Covenant
- 2007 Adultcon Top 20 Adult Actresses
- 2007 F.A.M.E. Awards finaliste – Favorite Oral Starlet
- 2007 AVN Award – Best New Starlet
- 2006 XRCO Award – New Starlet